# Nigel Haywood
Pour les articles homonymes, voir Haywood.
Nigel Robert Haywood, né le 17 mars 1955 à Betchworth au Royaume-Uni, est un diplomate britannique. Il est gouverneur des Îles Malouines entre 2010 et 2014 ,.

## Biographie

### Formation
Nigel Haywood est né à Betchworth, dans le Surrey, mais après le décès prématuré de son père, il s'installe, alors âgé de neuf ans, avec sa mère dans le comté de Cornouailles, pays d'origine de celle-ci. Il effectue sa scolarité à l'école de Truro, étudie les lettres au New College d'Oxford, puis intègre  l'Académie royale militaire de Sandhurst, avant de retourner à Oxford pour étudier la linguistique. Il est également membre du Chartered Institute of Linguists.

### Carrière diplomatique
Après avoir quitté Sandhurst, Haywood est nommé lieutenant au sein du corps d'instruction de l'armée britannique. Mais, ses diplômes en langues aidant, il fait rapidement carrière dans le domaine diplomatique, et rejoint en 1983 le Foreign Office (le service diplomatique du Royaume-Uni). Il commence par travailler au Bureau des Affaires étrangères et du Commonwealth, avec des affectations en Irlande, en Hongrie, en Israël et au Liban. En 1992, il est promu adjoint au consul général de Johannesbourg (Afrique du Sud). En 1996, il est nommé directeur adjoint de la délégation britannique à l'Organisation pour la sécurité et la coopération en Europe (OSCE), sise à Vienne en Autriche.
De 2003 à 2008, Nigel Haywood est ambassadeur du Royaume-Uni en Estonie. À cette occasion, sa femme et lui apparaissent dans la série documentaire Monarchy : The Royal Family at Work, dans l'épisode consacré à la visite de la reine Élisabeth II à Tallinn en 2006, et diffusé sur la BBC. Après ces cinq années en poste en Estonie, Haywood est nommé consul général à Bassora en Irak.

### Gouverneur
En septembre 2009, il est nommé gouverneur des îles Falkland et commissaire pour la Géorgie du Sud-et-les Îles Sandwich du Sud ; il prend ses fonctions le 16 octobre 2010,. Il quitte son poste le 25 février 2014, remplacé à titre intérimaire par John Duncan.

## Distinctions
- Ordre de la Croix de Terra Mariana de première classe